# 1950年加利福尼亚州联邦参议员选举
1950年加利福尼亚州联邦参议员选举是一场混合着指责和谩骂，充满争议的选举。在任民主党联邦参议员谢里登·唐尼在初选期间宣布放弃并退休，之后共和党候选人理查德·尼克松在普选中击败了民主党对手海伦·嘉哈根·道格拉斯。道格拉斯和尼克松均放弃了各自的联邦众议员席位参加竞选，没有其他任何一位众议员甘愿冒险进行这样的较量。
道格拉斯和尼克松都是在1949年下半年宣布参选。1950年3月，唐尼宣布退休，退出了自己和道格拉斯激烈的初选战，洛杉矶《每日新闻报》出版商曼彻斯特·博迪加入了竞选。博迪攻击道格拉斯是个左派分子，并将她与纽约州联邦众议员维托·马尔坎托尼奥相比较，后者当时被许多人认为是共产主义者。博迪、尼克松和道格拉斯都通过跨党竞选制度同时参加了民主、共和两党的初选。其中尼克松在共和党初选中的对手只有跨党竞选和毫无胜算的候选人。
尼克松和道格拉斯分别赢得了各自党派的初选，并且都在对方党派初选中名列第三位，而博迪在两场初选中都屈居亚军。民主党激烈的初选导致党派的分裂，甚至有部分人选择支持尼克松。初选结束几天后，朝鲜战争爆发。尼克松和道格拉斯都指控对方与马尔坎托尼奥投票立场相同，损害国家安全。但前者的攻击显然远较后者有效，他在11月7日的普选中以近20个百分点的大幅优势取胜，赢得了全州58个县中的53个，并且在所有的城市地区获胜。
尼克松在竞选中所使用的策略之后受到了批评，但他为自己的行为辩护，声称道格拉斯的立场对于加州选民来说过分偏左。对于这次选举结果还有着不同的解释，例如当时的美国总统哈里·S·杜鲁门及其下属的行政部门对道格拉斯只给予了不温不火的支持，1950年时的选民也不是很愿意投票支持一位女性。这次选举给两位候选人都各带来了一个伴随其余生的政治绰号：道格拉斯的“粉红女郎”和尼克松的“狡猾的迪克”。

## 背景

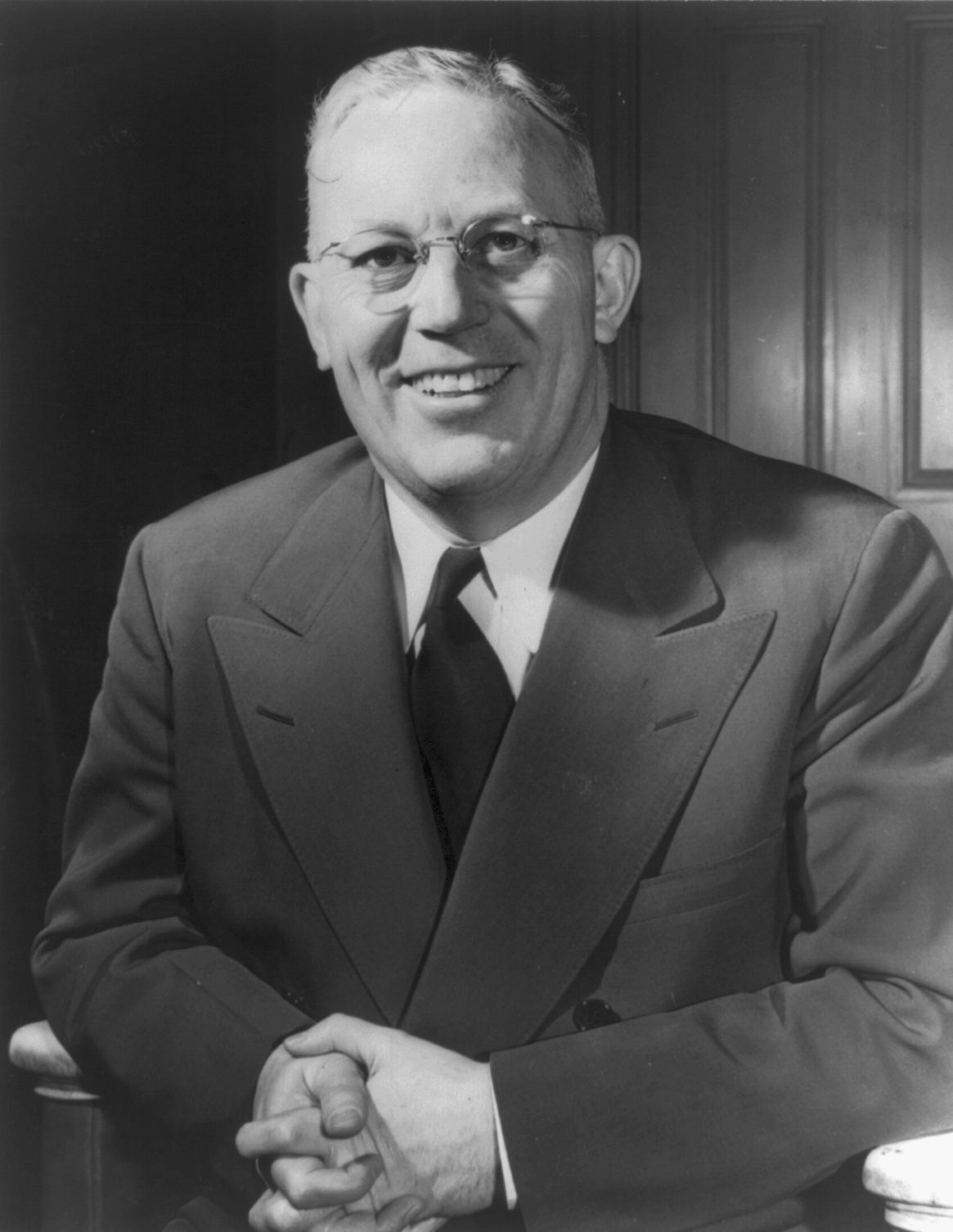
加利福尼亚州州长厄尔·沃伦

谢里登·唐尼曾是位律师，他于1934年作为厄普顿·辛克莱的竞选搭档参选加利福尼亚州副州长，有自由派的名声，于1938年当选为该州联邦参议员。不过成为参议员后，他的立场逐渐向右派靠拢，开始倾向于支持企业利益。曼彻斯特·博迪是洛杉矶《每日新闻报》的出版商和主编，生于华盛顿州的一个土豆农场。1926年，破产法庭给予博迪收购《每日新闻报》的机会，他将该报建立成了一份虽然规模很小但却发展蓬勃的期刊。博迪通过专栏“思考与生活”和读者分享自己的观点，他起初偏向共和党，但却是罗斯福新政的坚定支持者。虽然《每日新闻》没有在加利福尼亚州州长选举中表态拥护辛克莱和唐尼，但博迪曾称辛克莱为“伟人”，并且曾让作家出生的州长候选人在报纸头版上阐明自己的观点。
海伦·道格拉斯和理查德·尼克松都是在1940年代中期开始参与政治选举。海伦是新政民主党人，曾是位女演员和歌剧歌手，丈夫是男演员茂文·道格拉斯（Melvyn Douglas），她从1945年开始代表第十四国会选区。尼克松在惠提尔的一个工薪家庭长大，于1946年在选举中击败杰里·沃里斯成为第十二国会选区在联邦众议院的新代表，并成为众议院非美活动调查委员会成员，开始进行反共活动，并因前国务院官员阿尔杰·希斯伪证案而成为拥有全国性知名度的政治家。
1940年代，加利福尼亚州有大量移民涌入，人口暴增了55%。根据选民登记的数据，1950年时该州的民主党人占58.4%，共和党为37.1%。不过除唐尼以外，该州的大部分官员都是共和党人，其中包括州长厄尔·沃伦和联邦参议员威廉·诺兰（William Knowland），其中沃伦当时已在寻求第二度连任。
1950年竞选期间，尼克松和道格拉斯都受到指控，称他们的投票纪录与纽约州联邦众议员维托·马尔坎托尼奥类似，后者是当时唯一一位美国劳工党国会议员，代表的是东哈莱姆。有指控称他是共产主义者，对此马尔坎托尼奥予以否认，他很少讨论到苏联和共产主义，但反对向共产主义和共产党进行管制，理由是这样的做法有违权利法案。他经常投票反对众议院非美活动调查委员会的蔑视国会要求。

## 初选

### 民主党的竞争

#### 早期竞选

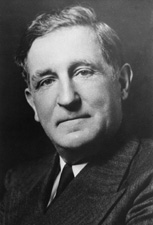
联邦参议员谢里登·唐尼

民主党官员建议道格拉斯等到1952年共和党参议员诺兰任期期满竞选连任时再竞选参议员，但道格拉斯没有接受这一建议。从竞选一开始，筹款就是一个关键性的问题。道格拉斯的朋友兼助手艾德·莱贝克（Ed Lybeck）认为她将需要筹得约15万美元（1950年美元，相当于196萬2014年美元），道格拉斯认为这是一笔巨大的款项。莱贝克写道：

现在，你能赢。这样会很冒险，你也不是大家的宠儿，但有了足够的钱和运气，再投入大量的时间和精力，你就能赢……但看在上帝的份上，别因为没有钱而放弃……或者你没法做出什么挽救祖国、挽救全人类的作为，但你肯定能把这个代表一个州的候选人位置拿下。

1949年10月5日，道格拉斯通过电台广播宣布参选。她指控唐尼几乎整年整年地无所作为，是大企业的傀儡，石油利益集团的代理人。她请来哈罗德·蒂普顿（Harold Tipton）担任竞选经理，后者之前成功操持了西雅图地区的国会选举，是刚来加州不久的一位后起之秀。道格拉斯意识到尼克松很可能会成为共和党候选人，觉得自己赢得初选后，尼克松和她立场间的巨大差异会令支持她的选民大幅增加。唐尼之前患上了严重的胃溃疡，他起初没有决定是否竞选连任，但还是在12月上旬的一次演讲中宣布参选并批评了道格拉斯。来自萨克拉门托的加利福尼亚州州参议员厄尔·D·德斯蒙德（Earl D. Desmond）也参加了选举，他的政治立场与唐尼类似。
1950年1月，道格拉斯在洛杉矶和旧金山都设立了竞选总部，这表明她的确有意争夺唐尼的议席，并且不会从选战中退出。唐尼挑战道格拉斯进行一系列的辩护，但后者不擅此道，因此予以了回绝。两位候选人相互通过报纸和电台提出针对对方的指控，唐尼称道格拉斯是一个极端分子。
道格拉斯的竞选于2月28日正式开始，但在唐尼可能会退休的传闻面前黯然失色，她因此声称这是唐尼用来引起媒体注意的政治伎俩。然而到了3月29日，面对民意调查中反响不佳的传言，唐尼宣布退休，并支持洛杉矶《每日新闻报》出版商曼彻斯特·博迪参选。参议员在声明中表示，由于健康状况不佳，他无法发动一场个人且激进的竞选来对抗道格拉斯恶毒且不道德的宣传。
博迪于次日递交了参选的书面申请，这是申请参选的最后期限，洛杉矶市长，共和党人弗莱彻·宝隆（Fletcher Bowron）以及唐尼的竞选经理，1946年民主党参议员小威尔·罗杰斯（Will Rogers, Jr.）都有在博迪的申请文件上签字。加州民主党领袖和富裕的石油商人都曾促请博迪参加选举，他没有任何从政经验，民主党领袖曾试图让他参与1946年的参议员选举，但博迪拒绝了。他之后表示自己这次参选是因为觉得这可以挑战自己，并且能够结识许多有意思的人。博迪、道格拉斯和尼克松都通过跨党竞选规则参加了两个主要党派的初选。
道格拉斯称唐尼的离去并支持出版商参选是个廉价的噱头，没有试图与对方达成和解，后者于4月上旬进入贝塞斯达海军医院治疗，在国会请了几个月的病假。竞选对手的变化对于道格拉斯来说喜忧参半，一方面她的对手不再拥有在任的优势，但另一方面她也失去了《每日新闻报》的支持，这是当时为数不多的几家一直坚持支持她的大城市报纸之一。

#### 博迪与道格拉斯的竞争

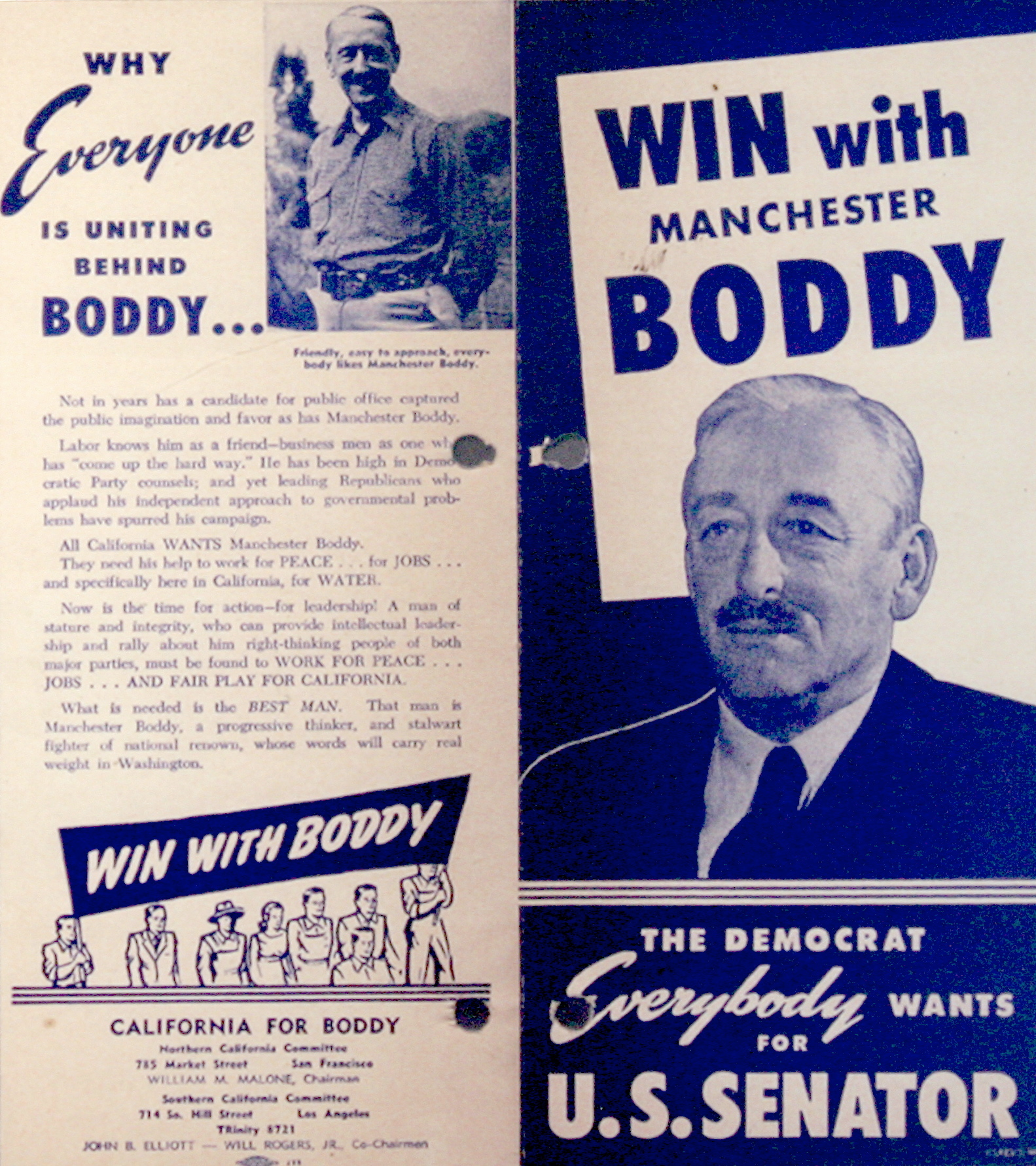
博迪竞选的传单

在博迪为期十周竞选活动的第一个月里，他和道格拉斯都避免向对方展开攻击。博迪的竞选描绘他出生在一个小木屋，并强调他在第一次世界大战期间的服役经历，使用的竞选口号是“曼彻斯特·博迪，每一个机构都想要的民主党人”。（Manchester Boddy, the Democrat Every Body Wants）博迪表示自己是在为“小人物”抗争，声称大政府和大劳工组织都忽视了平均个体。但是，他这场起步较晚的竞选缺乏组织性。候选人自身人格魅力有限，也很少进行公开演说。据把这场选举写进自己洛杉矶报纸历史著作的作家罗布·瓦格纳（Rob Wagner）所说，博迪“空有动静，没有实质”。
1950年4月末，竞选中的平静被打破了。博迪的《每日新闻报》及附属报纸称道格拉斯为“断然的粉红”和“深红的粉红阴影”（粉红有左派之意）。月底的《每日新闻报》首度称呼国会女议员为“粉红女郎”。博迪的攻击此后有增无减并一直持续到了五月份，道格拉斯通常都选择了无视。博迪在《每日新闻报》的一期专栏中称对方是“极少数赤色分子”的一员，试图利用这场选举“建立一个抢滩阵地，向美国发起共产主义攻击”。博迪的一份竞选出版物用红色墨水印刷，其上称道格拉斯“已经过于频繁地与纽约市臭名昭著的极端激进分子维托·马尔坎托尼奥联手，他们的投票似乎更多是注重保护苏俄而非美国的利益”。

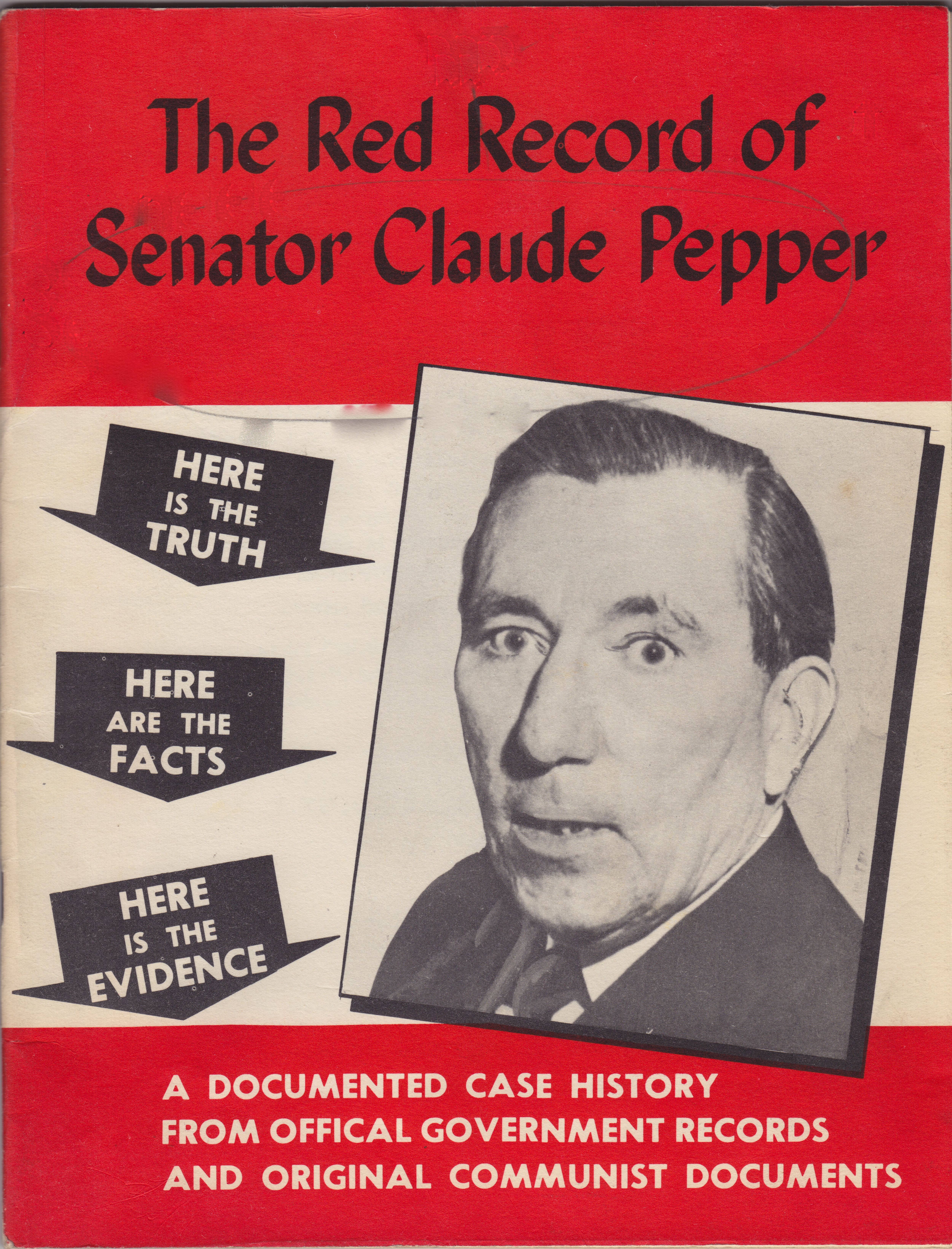
《参议员克劳德·佩珀的赤色纪录》

5月3日，联邦众议员乔治·斯马瑟斯（George Smathers）击败自由派参议员克劳德·佩珀（Claude Pepper）赢得佛罗里达州的民主党参议员候选人提名。斯马瑟斯的战术包括称自己的对手为“红辣椒”（Red Pepper），还派发红色封面的小册子《参议员克劳德·佩珀的赤色纪录》（The Red Record of Senator Claude Pepper），其上有一张佩珀与马尔坎托尼奥一起的照片。斯马瑟斯赢得初选后，曾与尼克松一起在众议院非美活动调查委员会工作的南达科他州共和党联邦参议员卡尔·E·蒙特（Karl Mundt）给尼克松写了封信，告知对方斯马瑟斯所派发的这份小册子。蒙特在信中表示：“我突然想到，要是今年秋天海伦成为你的对手，或者可以采用一些类似的策略……”道格拉斯则称“佩珀的损失是一场巨大的悲剧，我们对此感到恶心”。她还表示：“这场攻击他的竞选是多么地恶毒，毫无疑问也会对这里产生影响”，而且“想到一些人为达目的不择手段的做法真是令人作呕”。
唐尼于5月22日重新加入战局，他代表博迪通过电台向全州发表讲话，表示自己认为道格拉斯还不能胜任参议员的工作。他总结道：“纪录清楚表明她很少有努力工作，在立法上没有重要影响，而且几乎没有任何实际建树。事实上，道格拉斯夫人继续进行的鼓吹和宣传不应该让任何选民对真正的事实产生混淆。”
1950年时加利福尼亚州的各城市之间还很少有高速公路，于是道格拉斯给这场竞选带来了一项创新：一架小型直升机，她使用这架直升机前往州内各地进行宣传。她的朋友，德克萨斯州参议员林登·约翰逊曾在1948年选举中使用过直升机，并在选举最后以微弱优势获胜。道格拉斯是从帕羅奧圖的一家直升机公司租了这架飞行器，公司的老板是共和党的支持者，他们希望能利用她的影响力获得国防部门的合同。一次她乘直升机降落在马林县县城圣拉斐尔（San Rafael）时，她在当地的活动组织者迪克·塔克（Dick Tuck）称其为“海伦直升机”（Helencopter），这个名字也就一直沿用下来。
4月初，民调显示尼克松有可能赢得民主党初选，如果事情果然如此发展，那么这将意味着他几乎肯定能够当选。尼克松给民主党选民发送邮件，博迪对此向尼克松展开攻击，后者回应称民主党选民应该有一个机会来表示自己对杜鲁门总统政府缺乏信心，这个机会就是投票支持共和党人。尼克松的一个竞选附属团体“民主党支持尼克松”以“一位民主党人向另一位民主党人作出忠告”的方式要求民主党选民投票支持民克松，并散发没有提及候选人政治倾向的传单。博迪很快在自己的报纸上作出反击，指责尼克松把自己谎报成民主党人。“民主党退伍军人委员会”也针对这个问题发布大型广告，提醒民主党选民民克松实际上是共和党人，并且首次称他是“狡猾的迪克”（Tricky Dick）。最终尼克松或博迪都没有因这样的变数而获益，道格拉斯在6月6日的初选中获胜，得票率超过其他候选人的总和。

### 共和党的竞争

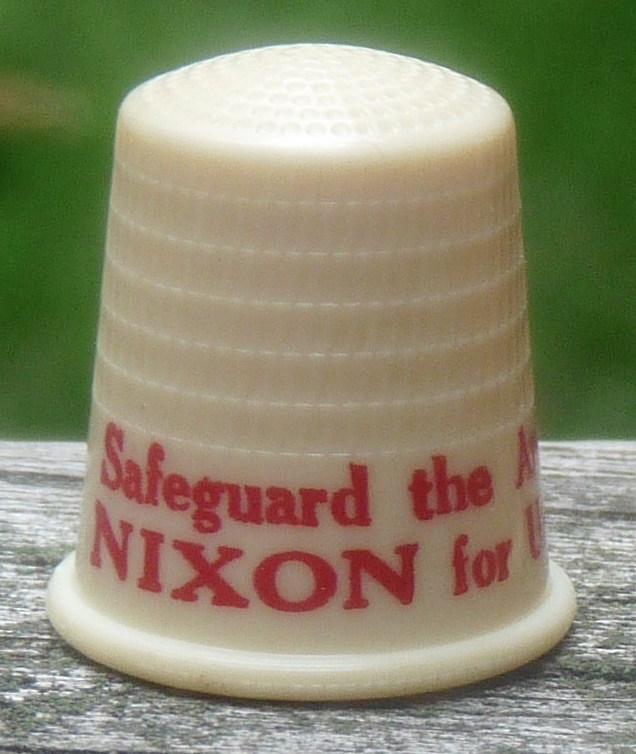
1950年的尼克松竞选顶针

1949年中期，尼克松虽然渴望自己的政治生涯能更进一步，但在没有赢得共和党初选把握的情况下并不情愿加入联邦参议员席位的竞争。他觉得自己的党派在众议院的前景惨淡，缺乏强势的共和党潮流，表示“我非常怀疑我们能否以自己的方式重新掌权。实际上在我看来，我看不到任何（共和党）众议员比例会大幅上升的迹象，哪怕是来自一个相对偏向共和党的选区里，这也意味着我们作为少数派只能发表意见，但却没有什么效果。”在他余生的45年中，众议院共和党占优势的只有两年。
1949年8月下旬，尼克松开始在自己知名度相对较低的北加州进行非政治性的巡回演讲，以此来了解自己参选的胜算会有几何。在多位最亲近顾问的敦促下，尼克松于10月上旬决定参选联邦参议员。他聘请了专业竞选经理默里·乔蒂纳，后者曾成功操办了州长沃伦和参议员诺兰的竞选，并且还在尼克松首度参选国会议员时提供过宝贵建议。
尼克松于11月3日通过电台广播宣布参选，把竞选描绘成自由社会和国家社会主义间的选择。乔蒂纳对这场初选的理念是把重点放在尼克松身上，直接无视竞争对手。尼克松没有在初选中使用负面竞选的手段，据他的传记作者欧文·格尔曼（Irwin Gellman）表示，民主党的自相残杀让尼克松没有必要再进行负面竞选。尼克松竞选阵营从1949年末到1950年初的主要工作就是致力于建立一个全州范围性的组织，并紧锣密鼓地筹款，事实证明这样的做法获得了成功。
尼克松的声誉部分是建立在阿尔杰·希斯伪证案的基础上，后者的案件于1949年7月重审，但陪审团未能达成一致，之后再度展开的重审则成为笼罩在尼克松竞选上的一片阴云。如果希斯被判罪名不成立，那么尼克松的声誉将受到沉重打击，他的候选人资格也会受到严重挑战。1950年1月21日，陪审团判决希斯罪名成立，于是尼克松收到了数百封贺电，其中还有一封来自前总统赫伯特·胡佛，他也是当时唯一在世的前总统。

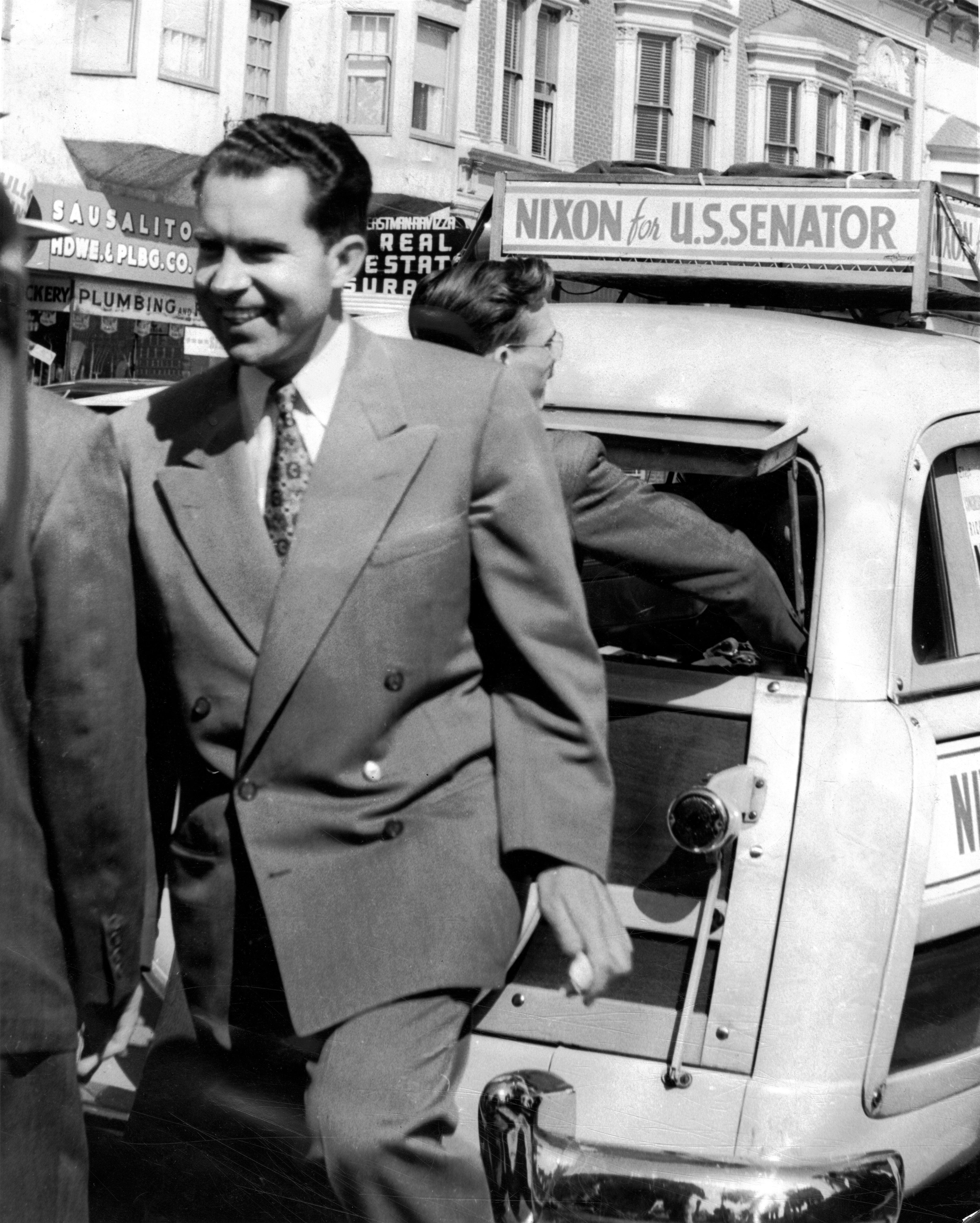
1950年，尼克松在索萨利托竞选

1950年1月末，政党活动草根组织加利福尼亚州共和党议会的一个小组委员会以6比3的投票结果选择拥护前副州长弗雷德里克·豪泽（Frederick Houser）而不是尼克松竞选参议员，豪泽曾在1944年以微弱差距负于唐尼。最终共和党议会的全体投票改变了这一结果，以13比12决定支持尼克松。豪泽最终决定不参加选举。洛杉矶县的雷蒙德·达比（Raymond Darby）本已投入参议员选举，之后改变了主意参选副州长，最终在共和党初选中败给在任副州长古德温·奈特（Goodwin Knight）。奈特也曾考虑竞选参议员，但最终还是决定寻求连任。男演员爱德华·阿诺德（Edward Arnold）也已开始参选参议员，但还是因没有足够时间准备竞选而于3月下旬退出。尼克松在共和党初选中的对手只有三位民主党的跨党竞选候选人和另外两位豪无胜算的候选人：婚介公司心理咨询师尤利西斯·格兰特·比克斯比·迈耶（Ulysses Grant Bixby Meyer），以及前法官和法学教授阿尔伯特·莱维特（Albert Levitt），他反对“全国和国际共产主义、法西斯主义和梵蒂冈主义的政治理论和活动”，并对新闻媒体几乎完全没有关注他的竞选而感到不满。

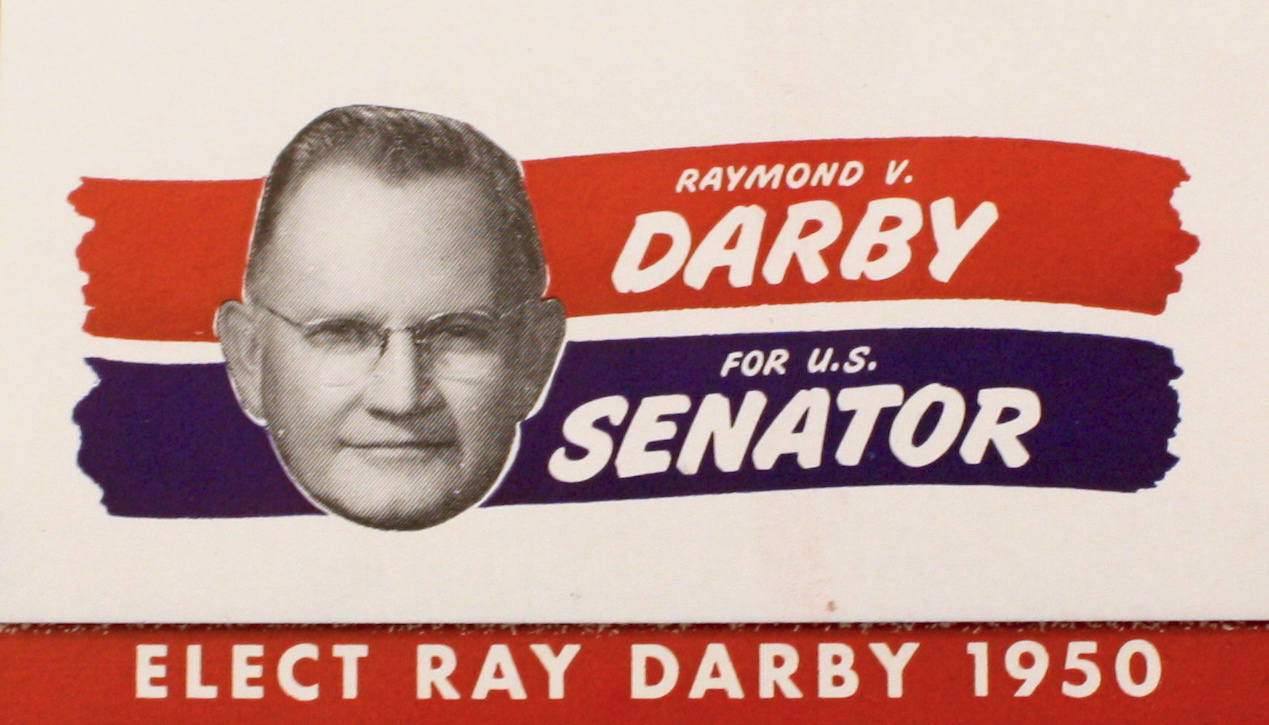
雷蒙德·达比参选联邦参议员的宣传卡片

3月20日，尼克松通过跨党竞选规则参加了两个党派的初选，并于两个星期后开始乘自己的竞选用车在州内四处宣传，这是一辆黄色的旅行车，两边都有“选尼克松做联邦参议员”（Nixon for U.S. Senator）的大字。据当时的一份报道称，尼克松打算通过这次“演说家之旅”，在“街头巷尾和任何一个他能够找到一群听众的地方说服大家投票支持他做联邦参议员”。在为期9星期的初选巡回宣传过程中，他到访了全州的58个县，有时一天演讲六次或八次。他的夫人帕特·尼克松会在丈夫演讲时站在一旁，向听众派发竞选顶针，敦促大家投票支持尼克松，上面还标有“捍卫美国家庭”（Safeguard the American Home）的口号。到了竞选活动的尾声，她一共派发出了超过65000个顶针。
道格拉斯的一位支持者听到了尼克松的一次巡回演说后给女议员写信：

他的演讲真是宏伟壮丽。他是我所听过最精明的演说家之一。对于《蒙特-尼克松法案》的问题，他的看法是这属于宣誓效忠，而国际共产主义的问题则正中他的下怀。事实上他是如此的娴熟，——而且我还想补充的是，他也很谨慎小心——那些一开始漠不关心的人们接受了他的观点，甚至许多前来刁难的人也带着疑惑而离去……即使他的实际效率只能达到自己在这里所表现出来的一小部分，你也有了一个强大的对手。

由于没有真正有力的对手，尼克松以压倒性优势赢得了共和党初选，三位跨党竞选的民主党对手博迪、道格拉斯和德斯蒙德都获得了较少比数的选票，但均远超过另外两位边缘候选人。

### 共同亮相

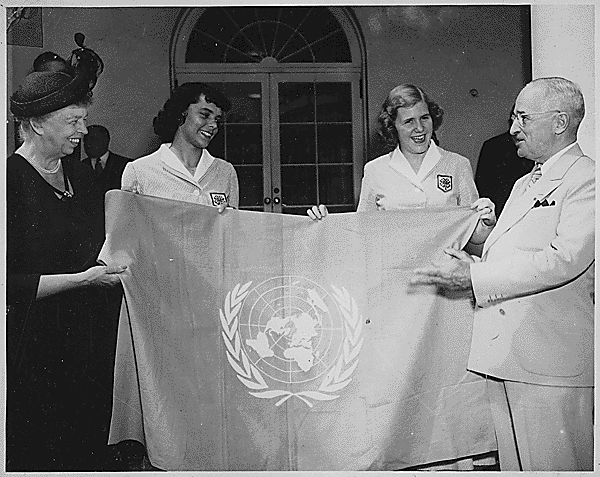
道格拉斯的支持者，前第一夫人埃莉诺·罗斯福和杜鲁门总统，摄于1950年9月

候选人之间没有进行辩论，但道格拉斯和尼克松曾在初选竞选期间见过两面。第一次是在旧金山的联邦俱乐部，尼克松曾在这里挥舞着一张来自“埃莉诺·罗斯福”（Eleanor Roosevelt）的100美元捐款支票，还附有一封信，上面写道：“我希望能捐出这个数额的十倍。衷心祝愿你能成功。”全场的观众都惊呆了，他们以为那是已故民主党总统富兰克林·德拉诺·罗斯福的遗孀埃莉诺·罗斯福，后者的立场属自由派，竟然会给尼克松的竞选捐款。尼克松于是解释称信封上的邮戳来自纽约州納蘇縣的牡蛎湾（Oyster Bay），捐款的这位名叫埃莉诺·巴特勒·罗斯福（Eleanor Butler Roosevelt），是前共和党总统西奥多·罗斯福长子小西奥多·罗斯福（Theodore Roosevelt, Jr.）的遗孀。在场观众哄堂大笑，道格拉斯之后写道，自己被此事搞得心烦意乱，因此在演讲中的表现很不理想。几天后乔蒂纳的一份备忘录指出，博迪未能出席此次会晤，而道格拉斯则希望自己压根儿就没来。
两人的第二次共同亮相发生在比佛利山。据尼克松的竞选顾问比尔·阿诺德（Bill Arnold），道格拉斯晚到了一阵，当时尼克松已经开始演讲。尼克松用夸张的动作看了自己的手表，引起观众大笑。到了道格拉斯开始讲话时，尼克松坐在她身后，并表现得有些坐立不安，似乎是对她所说的话不以为然，这时观众再度发起笑来，而道格拉斯看起来对这些笑声感到莫名其妙。道格拉斯的演讲结束后，尼克松再次上台发言，但她没有留下来听完。

## 普选

### 朝鲜战争，加利福尼亚州的冲突

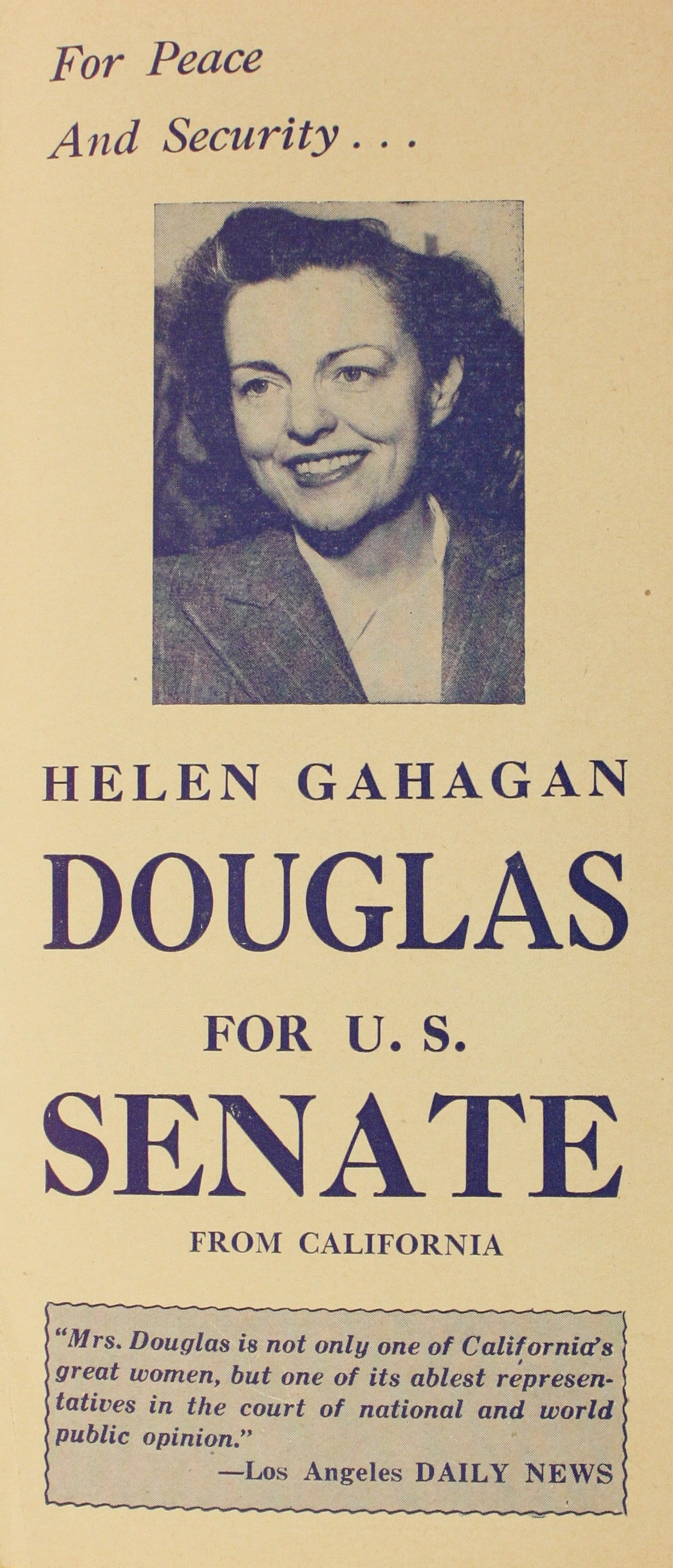
海伦·道格拉斯竞选参议员的传单

激烈初选所造成的民主党分裂需要很长时间才能愈合，博迪的支持者即便是在杜鲁门总统的鼓励下也并不情愿加入道格拉斯的阵营。总统拒绝到加利福尼亚州做宣传，他对民主党州长候选人，富兰克林·德拉诺·罗斯福的长子詹姆斯·罗斯福（James Roosevelt）感到不满，后者曾于1948年呼吁民主党人不要再度提名杜鲁门，而是提名德怀特·艾森豪威尔将军。筹款仍然是道格拉斯面临的一大难题，大部分财政支持都来自于工会。初选后的第一个周末，尼克松的竞选团队召开了一次会议讨论普选的竞选战略。他们定下的筹款目标刚刚超过19万7000美元（1950年美元，相当于257萬2014年美元）。他们还得到了来自马萨诸塞州的民主党联邦众议员约翰·F·肯尼迪的帮助，后者是尼克松的政敌，他来到候选人办公室代表自己的父亲老约瑟夫·P·肯尼迪给了尼克松一张面额达到1000美元（相当于1.31萬2014年美元）的支票。约翰·F·肯尼迪表示，自己不会支持尼克松，但他也不会为道格拉斯回归演艺事业而感到难过。老约瑟夫之后声称，自己给尼克松钱是因为道格拉斯是共产党。
尼克松在立场上总体偏向支持大型企业和养殖户利益，道格拉斯不支持，因此尼克松获得了他们的捐助。尼克松支持《塔夫脱 - 哈特莱法》，这一法案通过过程中曾受到工会的强烈反对，而道格拉斯则主张将其废除。道格拉斯还支持一项规定，要求来自填海工程的联邦资助用水中向农场提供灌溉的灌溉面积不能超过0.65平方公里，尼克松则争取要废除这项规定。
6月下旬，朝鲜战争爆发，道格拉斯及其助手担心面对尼克松时会在共产主义的问题上处于被动，并试图先发制人。她的第一次竞选演说中包含有对尼克松的指控，称尼克松曾与马尔坎托尼奥投票拒绝援助韩国，并且把向欧洲的援助减少了一半。乔蒂纳之后这样描述竞选过程中的这个关键性的时刻：
她在这一瞬间就注定了要失败，因为她无法说服加州人民，自己在对抗共产主义方面可以比迪克·尼克松更出色。她犯下了没有坚持攻击我们的弱点，反而攻击我们强项的致命错误。
尼克松反驳了道格拉斯的发言，称自己反对援助韩国的法案是因为其中没有包括向台湾提供的援助，并且在法案中增加了这一援助后立即改为支持。而对于欧洲的援助法案，据尼克松的传记作者斯蒂芬·E·安布罗斯（Stephen A. Ambrose）所说，尼克松是马歇尔计划众所周知的支持者，所以道格拉斯的指控根本没有人当回事。事实上，尼克松曾反对马歇尔计划为期两年的重新授权，赞成一年的重新授权和续期拨款，以便国会可以更方便地进行监督。
尼克松意识到，共产主义威胁将成为加利福尼亚州选战的一个重要议题，于是他的竞选团队开始研究道格拉斯的投票纪录。哥伦比亚特区的共和党官员向他们发来一位报告，上面列出了247次马尔坎托尼奥与道格拉斯投票立场相同的情况和11次不同的情况，马尔坎托尼奥的投票总体上遵循民主党的党派立场。尼克松的传记作者康拉德·布莱克（Conrad Black）表明，尼克松将重点放在共产主义上这一策略是要“分化（道格拉斯）的长处”——只要包装得当，大部分美国人都会认同一个真诚而漂亮的女人勇敢地为原则抗争——让这些优势在她不可能占据上风的问题上完全消失。乔蒂纳于20年后表示，当时是马尔坎托尼奥提议将投票纪录进行比较，因为他认为道格拉斯没有尽全力支持他的信念。

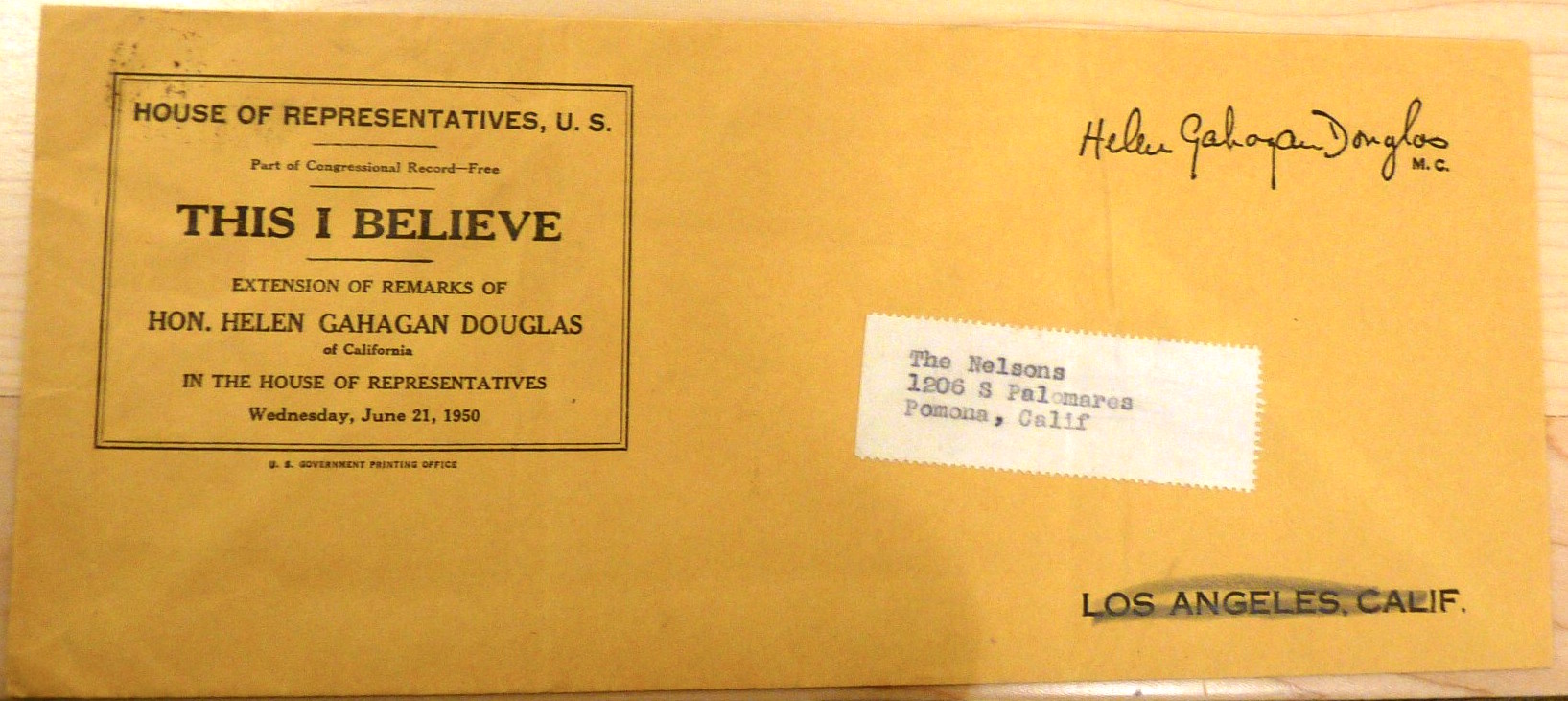
道格拉斯用来邮寄一份演讲稿副本给加州选民的信封

公众对朝鲜战争的支持起初导致了对共产党的愤怒，尼克松之前曾与参议员蒙特一起倡导通过一份加强对共产党和共产党员限制的立法。而道格拉斯则主张，已经有了足够的立法来进行任何必要的起诉，而且《蒙特-尼克松法案》将会侵蚀公民自由。等到该法案肯定会通过时，许多人促请道格拉斯投票赞成，给自己提供政治上的掩护。但道格拉斯拒绝妥协，另一位加州众议员切斯特·E·霍利菲尔德（Chester E. Holifield）警告她这会导致她无法及时解释清楚自己的立场，会被尼克松“打得落花流水”。一共只有20位联邦众议员投票反对该法案，道格拉斯和马尔坎托尼奥都是其中之一。杜鲁门否决了这道法案，但国会又于9月下旬以大幅优势推翻了他的否决，这第二轮投票中一共有47位众议员投票维持否决，其中仍然有道格拉斯和马尔坎托尼奥。在国会推翻否决后不久，道格拉斯通过电台广播宣称自己支持总统、司法部长J.霍华德·麦格拉思（J. Howard McGrath）和联邦调查局局长約翰·埃德加·胡佛对抗共产主义的斗争。

### 粉红传单首度亮相

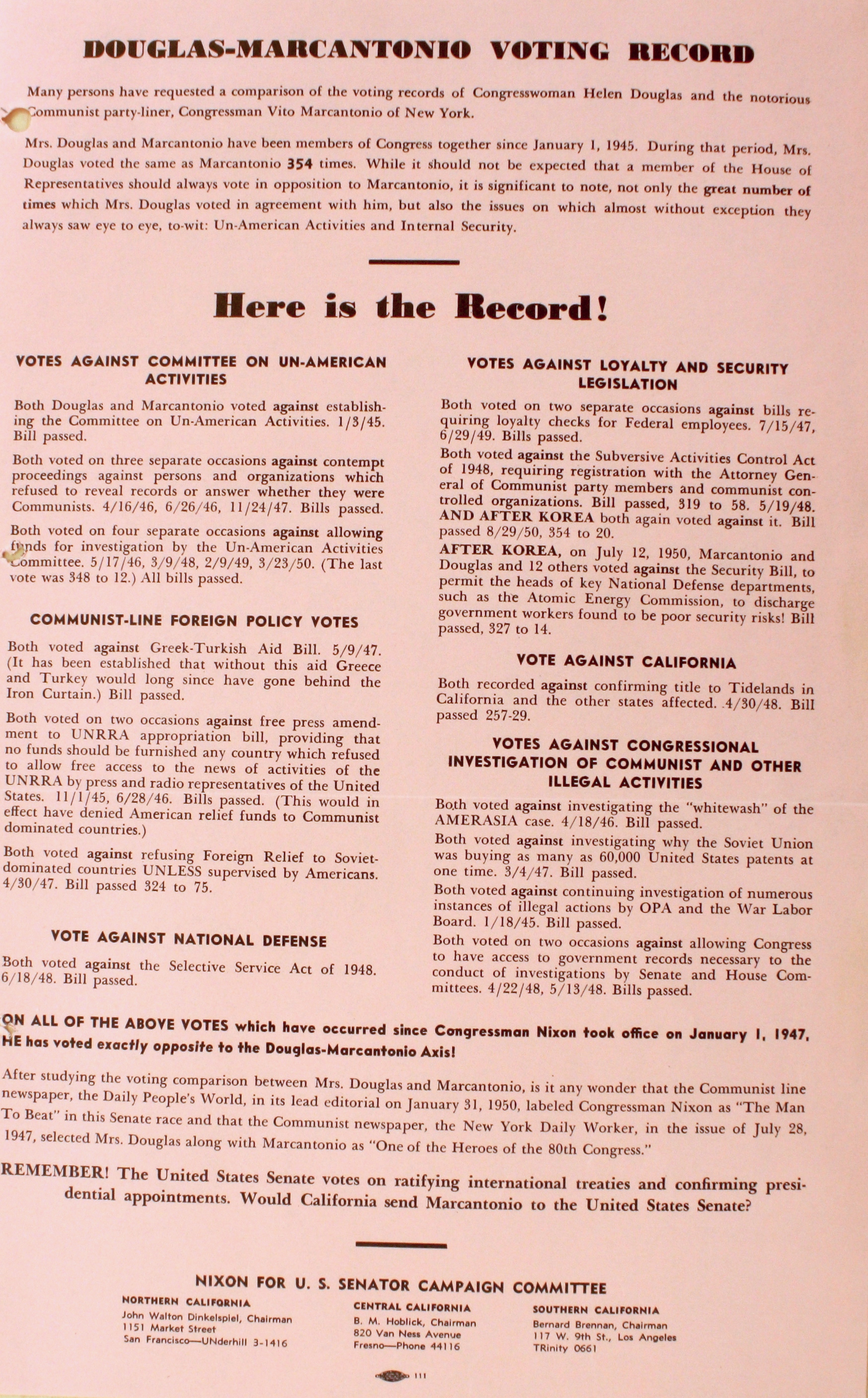
粉红传单

9月10日，前第一夫人埃莉诺·罗斯福到达加利福尼亚州，给道格拉斯和自己竞选州长的儿子进行了短暂的宣传后返回纽约继续履行自己身为联合国代表的职责。道格拉斯期望埃莉诺的来访可以成为这场竞选的转折点。次日民主党人在長灘集会，埃莉诺也有出席，尼克松的竞选工作人员在现场派发标题为“道格拉斯——马尔坎托尼奥投票纪录”（Douglas–Marcantonio Voting Record）的宣传单，其纸张是粉红色，印刷用的墨水则是黑色。宣传单上对道格拉斯和马尔坎托尼奥的投票纪录进行比较，并且主要集中在国家安全领域，两人的投票纪录没有什么区别。相比之下，宣传单上称尼克松的投票完全与“道格拉斯——马尔坎托尼奥轴心”相反。宣传单上暗示，把道格拉斯送到联邦参议院无异于选择马尔坎托尼奥，并问道这是否就是加州人民的期望。这位宣传单很快被称为“粉红传单”。乔蒂纳之后表示，粉红色纸张是在印刷厂“灵光一闪”的选择，当时竞选官员刚刚批准了最终的文稿。起初该宣传单一共印刷了5万份，之后很快又印了50万份，其中大部分都是在人口密集的南加州派发。
埃莉诺很快意识到了粉红传单的强大宣传力度，因此催促道格拉斯立即作出回应，但后者并没有这么做。她之后表示，自己当时只是简单地认为粉红传单上的说法很荒谬，没有意识到其对选民所能够产生的巨大影响力。9月18日，尼克松通过广播发表演说，指责道格拉斯加入了以臭名昭著的纽约州国会议员维托·马尔坎托尼奥为首的党派组织，在投票中一次又一次地反对国家所需要的安全措施。他抨击道格拉斯鼓吹将中華民國的联合国安全理事会席位交给中华人民共和国的做法是对共产主义姑息养奸。
9月下旬，道格拉斯抱怨有人在有组织地散步流言，针对她丈夫的犹太人血统指称他是个共产主义者。9月末，民主党的分裂已经变得公开化，以乔治·克里尔（George Creel）为首的64位有影响力的民主党人选择拥护尼克松并严厉批评道格拉斯。克里尔称：“她在投票上一直与维托·马尔坎托尼奥保持一致。姗姗来迟的摇旗呐喊不能消除这确凿的记录，也不能成为用来原谅其‘自由主义’行为的庸俗借口”。据克里尔表示，唐尼也在幕后努力确保尼克松能够当选。
詹姆斯·罗斯福的竞选乏善可陈，道格拉斯的支持者因此表示他不但没能帮到道格拉斯，甚至都已是自身难保。随着民意调查显示两位民主党候选人都已身陷绝境，罗斯福于是给杜鲁门总统写信，请总统在选举日前几天来加州做宣传，但杜鲁门拒绝了，他还拒绝了道格拉斯写封表示支持的信件请求，私下里称她为“最烦人的滋扰之一”，甚至拒绝在一个有利于加州的用水法案签署仪式上和她一起照张相。10月初杜鲁门飞往威克岛与道格拉斯·麦克阿瑟将军商谈朝鲜半岛局势问题，返回期间到达了旧金山，但面对记者的提名，他表示自己没有任何预期政治任命。短暂停留期间他在战争纪念歌剧院的一次活动上讲话，但罗福斯和道格拉斯都被安排到了远离总统包厢的乐团区座位上。副总统阿尔本·W·巴克利来到了加利福尼亚州为两位民主党人摇旗呐喊，然而《时代》杂志认为，他的出现看起来对道格拉斯的竞选没有什么帮助。巴克利表示，虽然他对道格拉斯的投票不是很了解，但他确信她是按自己真诚的信念来投票，并促请加州人民给参议院增加“一剂智慧与美貌兼具”的良药。联邦司法部长麦格拉思也来到加州给民主党候选人做宣传，明尼苏达州新任联邦参议员休伯特·汉弗莱不知疲倦地在圣华金河谷（San Joaquin Valley）做工作，与农夫和工人交谈。

### 谩骂及支持者：最后几天
道格拉斯开始采用博迪给尼克松起的绰号：“狡猾的迪克”，还指称他为“皮威”（pee wee）。她的谩骂对尼克松产生了效果：当得知她称呼自己为“一个穿着深色衬衫的年轻人”（暗指纳粹）时，他问道：“她真这么说？为什么，我阉了她丫的。”竞选官员比尔·阿诺德开玩笑说（考虑到她是个女的）这恐怕很难办到，尼克松则回答他还是照样要去做。尼克松也毫不客气地展开了反击，每当有友好性的聚会，特别是与会者全都是男性时，他就会声称道格拉斯一身上下，包括内衣内裤都是粉红色的。

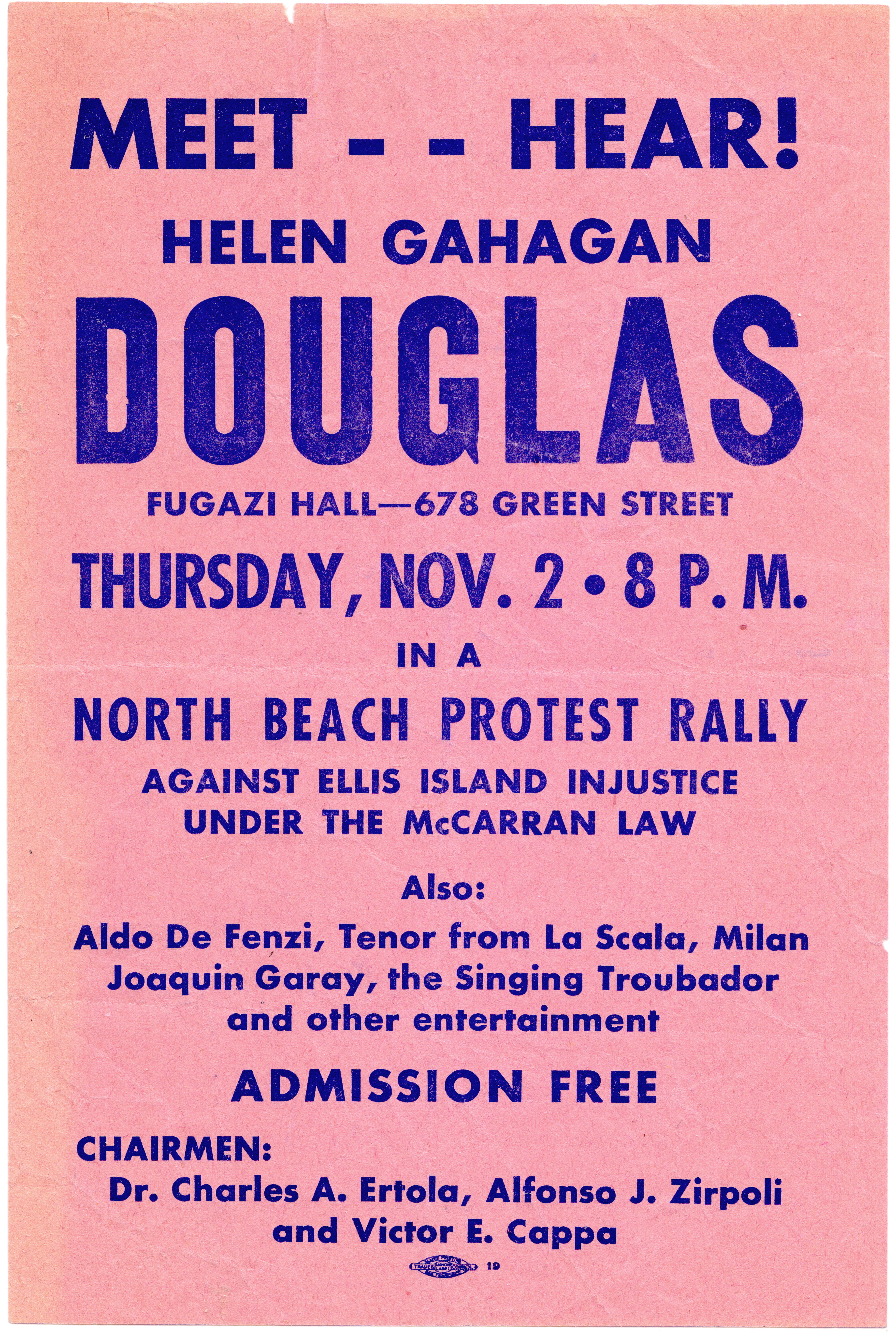
道格拉斯在旧金山一次集会的传单

道格拉斯的最后一轮大型突击宣传中包含有另一个与纳粹有关的典故。她以尼克松和马尔坎托尼奥的五次相同投票纪录为依据（这五次她的投票均与两者相反），指控尼克松撒下了“弥天大谎”，声称：“希特勒发明 / 斯大林完善 / 尼克松使用。”（HITLER invented it/STALIN perfected it/NIXON uses it）。尼克松则回应：“真相不是抹黑。她没有否定自己留下的纪录中的任何一票。沉默的铁幕已经围绕着反对派的阵营步步逼近。”竞选的最后几天里，他一直强调着一个关键论点：道格拉斯对共产主义表现软弱。
虽然民调显示尼克松遥遥领先，但他的竞选丝毫没有松懈。一份捐款邀约中声称：“现在尼克松正在输掉选举……钱不够。”还有空中文字呼吁选民投票支持他。选举团队还借鉴了尼克松在1946年竞选期间的经验，从竞选总部随机性地拨打选民电话，请他们支持尼克松，接到电话的家庭有机会获得稀缺的消费电器产品。乔蒂纳甚至安排《周六晚邮报》（The Saturday Evening Post）上刊登有关尼克松的故事，这些故事中他也像加州的其他普通人一样，需要在医生办公室、理发店等各个地方进行等待，给选民带来了亲切感和对候选人的认同感。
在竞选的最后几天里，道格拉斯终于开始获得自己期盼已久的支持。博迪的报纸表示拥护她，杜鲁门总统也终于褒扬了她。她的丈夫，男演员茂文·道格拉斯竞选期间正在进行舞台剧《两只盲鼠》（Two Blind Mice）的巡演，他也会代表自己的妻子发表演说，电影明星玛娜·洛伊和埃迪·坎特（Eddie Cantor）也是道格拉斯的支持者。尼克松也有多位好莱坞名流的支持，包括霍华德·休斯、塞西爾·德米爾和約翰·韋恩。另一位男演员罗纳德·里根本是道格拉斯的支持者，但他的女友，之后将成为他夫人的南希·戴维斯带着他去参加了一场由扎苏·皮茨（ZaSu Pitts）领头，支持尼克松的集会，里根在这里改变了自己的立场，成为尼克松的支持者，并开始领头静静地为其筹资。道格拉斯显然对此一无所说，30年后，她在自己的回忆录中提及里根时称他曾努力为自己做工作。

尼克松竞选印刷品

乔蒂纳曾为沃伦1942年的竞选工作过，但两人之后因不愉快的经历而分道扬镳，沃伦作为州长很受爱戴，但他不愿意与尼克松的竞选有任何牵扯。尽管如此，乔蒂纳仍然设法操纵未来的首席大法官表态支持尼克松。他指示共和党青年领袖，将来会成为联邦众议员的约瑟夫·F·霍尔特（Joseph F. Holt）一直跟着道格拉斯，在对方出现的每一个公共场合要求对方表明自己支持的州长人选，而其他共和党青年成员则在派发粉红传单。道格拉斯一再回避了这个问题，但到了距选举日还剩四天时，激烈的竞选已经让她“接近崩溃”，面对霍尔特又一次提出的问题，她表示自己“希望并祈祷”民主党州长候选人詹姆斯·罗斯福能够当选。得到霍尔特的报告后，欣喜之下的乔蒂纳又让一位记者询问沃伦对道格拉斯回复的看法，州长表示：“鉴于她的发言，我可能会问她对星期二联邦参议员选举投票时我这一票走向的看法。”乔蒂纳将这一回应宣传为沃伦对尼克松的认可，对此沃伦没有否认，尼克松也向选民保证自己会投票支持沃伦。
虽然民调情况不利，但道格拉斯深信，由于民主党选民占绝对优势，自己最终必将获胜，她甚至还向罗斯福的一位手下提供了自己参议院办公室的一个工作职位。1950年11月7日是法定的选举日，尼克松以59%的得票率击败得票41%的道格拉斯，在全州58个县中，道格拉斯只赢得了北加州的5个人口相对较少的县，所有的城区都是尼克松胜出。虽然沃伦击败罗斯福的优势更大，但在1950年全美任何一个州的参议员选举中，尼克松获得的普选票总数是最高的。道格拉斯拒绝在自己的败选演说中向尼克松道贺，而远在纽约州的马尔坎托尼奥也在自己的选区中被对手击败。

## 余波

### 候选人

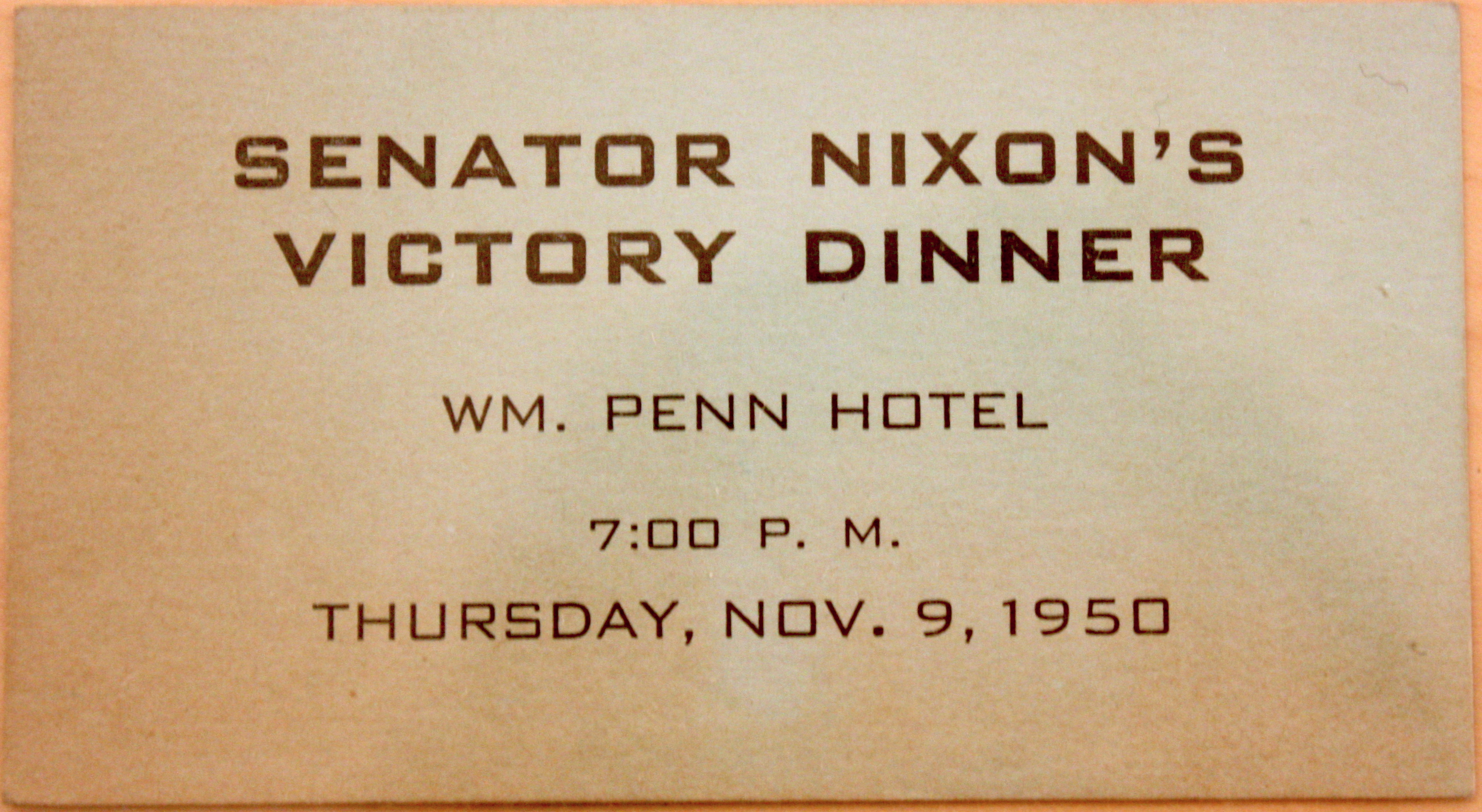
尼克松获胜晚宴的门票

选举结束一周后，唐尼宣布自己因身体健康问题而辞职，沃伦指派尼克松在唐尼余下的任期内继任。根据当时的参议院规则，这让尼克松在1月宣誓就职时已经成为资深参议员。尼克松于1950年12月4日就职，但他的资历并没有产生什么影响，因为1952年他就成为德怀特·艾森豪威尔的竞选搭档，并一起在11月的大选中成功当选成为副总统直至1960年。唐尼之后获聘为石油利益集团作游说。1952年，由于共和党在入主白宫的同时又控制了参众两院，唐尼受到了解雇。一位助理表示，大公司已经不再需要唐尼了。博迪对选举失败深感沮丧，认为自己辜负了普通市民的期望，因此在初选落败后开始进入了半退休的状态。1952年，他卖掉了自己拥有的《每日新闻报》产权，该报于1954年12月破产。
有传闻称道格拉斯将在杜鲁门政府中获得一份公职，但这场选举让这一任命即使是对于总统来说也太具风险。据道格拉斯的支持者，民主党全国委员会副主席印第亚·爱德华兹（India Edwards）所说，前国会女议员没有获得任命，她于1952年回归演艺事业，并在八年后涉身约翰·F·肯尼迪的总统竞选工作，后者最终成功击败尼克松当选。她还在1972年大选期间为乔治·麦戈文奔走呼号，希望能够阻止尼克松获得连任，并在水门事件期间呼吁将尼克松赶下台。
选举结束不到一星期后，道格拉斯给自己的一位支持者写信，表示她觉得竞选期间无论再做了什么工作都不足以扭转这个结果。她觉得自己落败有多方面的原因，其中包括朝鲜战争、选民对杜鲁门的外交政策缺乏信任，以及物价的高涨，还因为尼克松得以夺得了大部分女性选民和劳动力的选票。11月下旬，她表示自由派要想在1952年大选中获胜，必须要付出巨大的努力。1956年，她在接受采访时称，虽然尼克松从未直接称她为共产党，但他的整场竞选都是在致力于让人产生道格拉斯是共产党员或是“共产主义者”的印象。1959年，她表明自己之前并不是特别想成为参议员，1962年她称自己竞选的宗旨是避免对尼克松展开攻击。道格拉斯于1980年6月28日因乳癌和肺癌逝世，享年79岁，她的回忆录于1982年出版，其中写道：“尼克松赢了，但我也没有输……他没能动我分毫。感谢上帝，理查德·尼克松对我没有任何意义。”对于1950年的这场选举，她的总结是：“对于1950年的选举，我没有什么话想说，只不过是有个人希望当上参议员，并且不在乎通过什么样的手段。”
1958年，有传闻称身为副总统的尼克松对自己竞选过程中针对道格拉斯所采用的一些策略感到后悔，称自己当时太年轻好胜。但当这些话语出现在新闻报道中时，尼克松予以否认。他发布了新闻稿为自己的竞选辩护，声称任何把道格拉斯视为亲共分子的看法都是因为她的纪录所导致。他表示，道格拉斯也曾参与有组织的流言散步活动，指控他是“反犹太主义者和吉姆·克劳”。在他1978年出版的回忆录中，尼克松表示：“海伦·道格拉斯输掉那场选举是因为，1950年的加州选民没打算选出一位存在左翼投票纪录或是他们认为对共产主义表现软弱或天真的人去当参议员。”他还指出，道格拉斯的性别也是她竞选中的一个不利因素，但她的“致命缺点就在她的纪录和观点中”。

### 历史解读
对于造成这场选举结果的原因有多种不同的说法。道格拉斯的朋友，前内政部长哈罗德·L·伊克斯（Harold L. Ickes）认为这是因为尼克松利用了红色恐慌，而且詹姆斯·罗斯福的候选人资格表现疲弱，拖累了道格拉斯。洛杉矶县监事约翰·安生·福特（John Anson Ford）认为尼克松的演讲技巧，以及缺乏客观新闻报道是这一结局的重要原因。道格拉斯的竞选财务主管阿尔文·迈耶斯（Alvin Meyers）表示，劳工组织虽然有资助道格拉斯的竞选，但却没有投票支持她，并且杜鲁门政府也“抛弃”了她。道格拉斯在圣地亚哥的竞选经理声称，圣地亚哥和洛杉矶有50万人接到指称道格拉斯是共产党员的匿名电话，但他无法说出任何一位接到过这种电话的人的名字。《时代》杂志称，尼克松通过“把行政部门在亚洲的失败作为（竞选的）主要议题”而获胜。
随着尼克松在政治上的得势和倒台，1950年的这场选举开始带有越来越多的险恶色彩。据尼克松的传记作者厄尔·马佐（Earl Mazo）所说：“在一长串针对尼克松应该受到谴责行为的指控中，最经常被引用的就是他在参议员选战中用来击败海伦·嘉哈根·道格拉斯的策略。”道格拉斯的朋友，乔治·麦戈文的竞选经理弗兰克·曼凯维奇（Frank Mankiewicz）在自己1973年出版的自传《非常清楚：从惠提尔到水门事件的尼克松》中关注了这场选举和粉红传单，并指称尼克松从未赢得过一场自由的选举，一场不存在“重大欺诈”的选举。
历史学家英格丽·斯科比（Ingrid Scobie）在她为道格拉斯所著的作记《中央舞台》（Center Stage）中得出了不同的结论。她认为，鉴于当时选民的观念，没有任何女性能够赢得那场选举。斯科比表示，尼克松利用选民对共产主义的愤怒情绪使道格拉斯落败的差距更大，但1950年时加州民主党的四分五裂，罗斯福作为民主党候选人代表人物的乏善可陈，道格拉斯的理想主义立场和博迪的攻击都有同样的效果。马佐在自己之前给尼克松撰写的传记中对1946和1950年的选举进行了对比，他的结论认为“如果说尼克松阵营的运作像是专业的外科医生，那么道格拉斯团队的运营就如同屠夫学徒”。
罗杰·莫里斯和专门为这场选举写过一本书的格雷格·米切尔（Greg Mitchell）都总结认为尼克松为这场选举花了一大笔钱，其中莫里斯估计有100（（1950年美元，相当于1307萬2014年美元）至200万美元（1950年美元，相当于2614萬2014年美元），米切尔则认为还要翻倍。格尔曼之后又为尼克松写了新的传记，认为尼克松正式报告中声称的数额4209美元（1950年美元，相当于5.5萬2014年美元）是很保守的说法，并指出当时的竞选财务法充满了漏洞，即使真的有，也没有几个候选人会完全承认自己的花费总额，不过格尔曼认为莫里斯和米切尔猜测的数字都只是“猜测”和“幻想”。布莱克认为尼克松的花费约为150万美元（1950年美元，相当于1960萬2014年美元），而道格拉斯约为此数额的不到一半。
斯科比对道格拉斯的失败做出了这样的总结：
作为一位女演员，她以一个纯粹依靠天赋而没有受过多少训练的明星身份进入百老汇……（作为一个歌剧歌手），她在国外演唱过两个年头，大家都以为她的下一步将会是大城市的歌剧院。在（加州民主党）女性事务部门从政五个月后，她开始领导州级机构并担任民主党国会议员似乎是顺理成章的事。在这些位置上不安分地坐了三个年头后，她认为成为国会议员是自己合理的下一步发展方向。仅仅四年后，她已经觉得自己可以竞选参议员了。但她从政经验的溃乏，政治问题上的僵化立场以及性别问题，侵蚀了1950年民主党的支持。这样一个事实可能会伤她最深，但也是她最让人铭记的一点：正是她的理想主义导致了她的失败。

## 初选结果

### 民主党
| 1950年加利福尼亚州联邦参议员民主党初选，1950年6月6日 | 1950年加利福尼亚州联邦参议员民主党初选，1950年6月6日 | 1950年加利福尼亚州联邦参议员民主党初选，1950年6月6日 | 1950年加利福尼亚州联邦参议员民主党初选，1950年6月6日 | 1950年加利福尼亚州联邦参议员民主党初选，1950年6月6日 |
| 候选人                                               | 候选人                                               | 得票数                                               | 百分比                                               |                                                      |
| ---------------------------------------------------- | ---------------------------------------------------- | ---------------------------------------------------- | ---------------------------------------------------- | ---------------------------------------------------- |
| 海伦·嘉哈根·道格拉斯                                 | 海伦·嘉哈根·道格拉斯                                 | 734,842                                              | 46.98%                                               |                                                      |
| 曼彻斯特·博迪                                        | 曼彻斯特·博迪                                        | 379,077                                              | 24.23%                                               |                                                      |
| 理查德·尼克松                                        | 理查德·尼克松                                        | 318,840                                              | 20.38%                                               |                                                      |
| 厄尔·D·德斯蒙德                                      | 厄尔·D·德斯蒙德                                      | 96,752                                               | 6.19%                                                |                                                      |
| 尤利西斯·格兰特·比克斯比·迈耶                        | 尤利西斯·格兰特·比克斯比·迈耶                        | 34,707                                               | 2.22%                                                |                                                      |
| 得票总数                                             | 得票总数                                             | 1,564,218                                            | 100.00%                                              |                                                      |

### 共和党

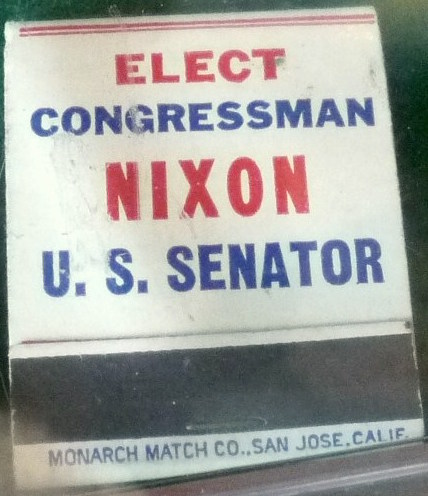
为尼克松竞选作宣传的火柴盒

| 1950年加利福尼亚州联邦参议员共和党初选，1950年6月6日 | 1950年加利福尼亚州联邦参议员共和党初选，1950年6月6日 | 1950年加利福尼亚州联邦参议员共和党初选，1950年6月6日 | 1950年加利福尼亚州联邦参议员共和党初选，1950年6月6日 | 1950年加利福尼亚州联邦参议员共和党初选，1950年6月6日 |
| 候选人                                               | 候选人                                               | 得票数                                               | 百分比                                               |                                                      |
| ---------------------------------------------------- | ---------------------------------------------------- | ---------------------------------------------------- | ---------------------------------------------------- | ---------------------------------------------------- |
| 理查德·尼克松                                        | 理查德·尼克松                                        | 740,465                                              | 64.59%                                               |                                                      |
| 曼彻斯特·博迪                                        | 曼彻斯特·博迪                                        | 156,884                                              | 13.68%                                               |                                                      |
| 海伦·嘉哈根·道格拉斯                                 | 海伦·嘉哈根·道格拉斯                                 | 153,788                                              | 13.41%                                               |                                                      |
| 厄尔·D·德斯蒙德                                      | 厄尔·D·德斯蒙德                                      | 60,613                                               | 5.29%                                                |                                                      |
| 尤利西斯·格兰特·比克斯比·迈耶                        | 尤利西斯·格兰特·比克斯比·迈耶                        | 18,783                                               | 1.64%                                                |                                                      |
| 阿尔伯特·莱维特                                      | 阿尔伯特·莱维特                                      | 15,929                                               | 1.39%                                                |                                                      |
| 得票总数                                             | 得票总数                                             | 1,146,462                                            | 100.00%                                              |                                                      |

## 1950年11月7日的普选结果

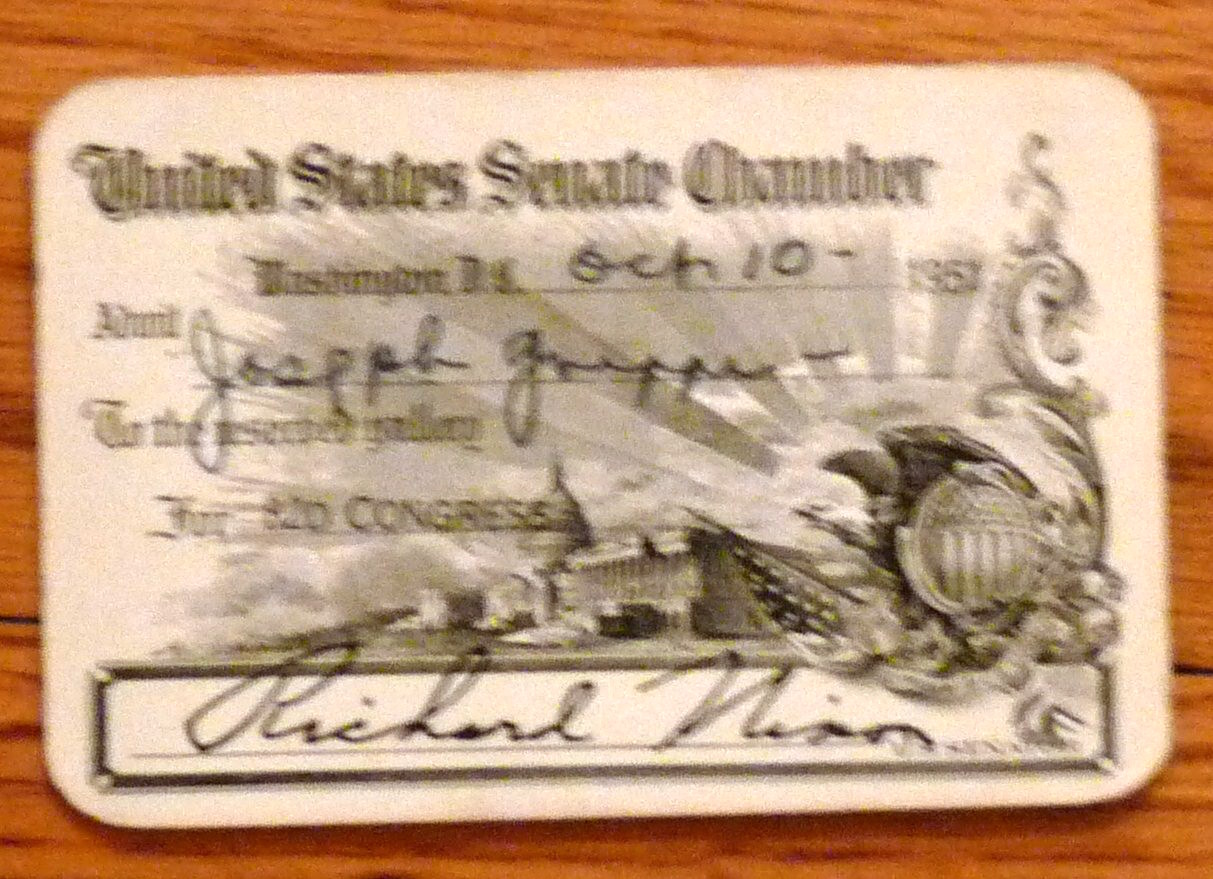
有尼克松签名的参议员相簿

|        | 共和党           | 理查德·尼克松        | 2,183,454 | 59.23  |
|        | 民主党           | 海伦·嘉哈根·道格拉斯 | 1,502,507 | 40.76  |
| 合计   | 合计             | 合计                 | 3,686,315 | 100.00 |
| 投票率 | 投票率           | 投票率               | 73.32%    | 73.32% |
|        | 共和黨击败民主党 |                      |           |        |

### 各县结果
加利福尼亚州州务卿发布的最终结果：
| 县                  | 尼克松 | 票数    | 道格拉斯 | 票数    | 写入候选人 | 票数 |
| ------------------- | ------ | ------- | -------- | ------- | ---------- | ---- |
| 莫诺县              | 76.41% | 664     | 23.59%   | 205     | 0%         | 0    |
| 橙县                | 73.87% | 55,090  | 26.13%   | 19,484  | 0%         | 3    |
| 因约县              | 72.81% | 2,702   | 27.19%   | 1,009   | 0%         | 0    |
| 阿尔派恩县          | 72.09% | 93      | 27.91%   | 36      | 0%         | 0    |
| 因皮里尔县          | 72.07% | 8,793   | 27.91%   | 3,405   | 0.01%      | 1    |
| 德尔诺特县          | 70.70% | 2,155   | 29.30%   | 893     | 0%         | 0    |
| 聖貝尼托縣          | 70.27% | 2,992   | 29.73%   | 1,266   | 0%         | 0    |
| 河濱縣              | 67.35% | 36,617  | 32.65%   | 17,751  | 0%         | 3    |
| 马林县              | 67.27% | 21,400  | 32.73%   | 10,411  | 0.01%      | 2    |
| 萨特县              | 66.63% | 4,993   | 33.37%   | 2,501   | 0%         | 0    |
| 马里波萨县          | 65.16% | 1,496   | 34.84%   | 800     | 0%         | 0    |
| 圣马特奥县          | 65.12% | 57,118  | 34.87%   | 30,587  | 0.01%      | 8    |
| 聖塔克魯茲縣        | 65.10% | 17,431  | 34.90%   | 9,343   | 0%         | 0    |
| 格伦县              | 64.87% | 3,416   | 35.11%   | 1,849   | 0.02%      | 1    |
| 图莱里县            | 64.31% | 25,625  | 35.69%   | 14,221  | 0%         | 0    |
| 科卢萨县            | 63.30% | 2,349   | 36.70%   | 1,362   | 0%         | 0    |
| 萊克縣              | 62.46% | 3,223   | 37.54%   | 1,937   | 0%         | 0    |
| 聖路易斯-奧比斯波縣 | 62.18% | 11,812  | 37.82%   | 7,184   | 0%         | 0    |
| 索诺马县            | 61.89% | 23,600  | 38.10%   | 14,529  | 0%         | 1    |
| 聖塔克拉拉縣        | 61.80% | 57,318  | 38.18%   | 35,413  | 0.01%      | 10   |
| 聖巴巴拉縣          | 61.55% | 20,521  | 38.45%   | 12,817  | 0%         | 0    |
| 斯坦尼斯劳斯县      | 61.47% | 22,803  | 38.52%   | 14,290  | 0.01%      | 2    |
| 圣迭戈县            | 61.38% | 115,119 | 38.61%   | 72,433  | 0.01%      | 11   |
| 洪堡縣              | 61.26% | 14,135  | 38.73%   | 8,937   | 0%         | 1    |
| 內華達縣            | 61.00% | 4,725   | 39.00%   | 3,021   | 0%         | 0    |
| 图奥勒米县          | 60.58% | 3,307   | 39.42%   | 2,152   | 0%         | 0    |
| 洛杉矶县            | 60.33% | 931,803 | 39.66%   | 612,510 | 0.01%      | 195  |
| 纳帕县              | 60.23% | 9,449   | 39.77%   | 6,239   | 0%         | 0    |
| 金斯县              | 59.51% | 6,977   | 40.49%   | 4,747   | 0%         | 0    |
| 聖貝納迪諾縣        | 59.48% | 53,956  | 40.51%   | 36,751  | 0.01%      | 4    |
| 门多西诺县          | 59.00% | 7,197   | 40.99%   | 5,000   | 0.01%      | 1    |
| 默塞德縣            | 58.85% | 9,922   | 41.14%   | 6,937   | 0.01%      | 1    |
| 蒙特雷縣            | 58.66% | 19,506  | 41.32%   | 13,741  | 0.02%      | 6    |
| 蒂黑马县            | 57.95% | 3,939   | 42.05%   | 2,858   | 0%         | 0    |
| 費雷斯諾縣          | 57.90% | 48,537  | 42.10%   | 35,290  | 0%         | 0    |
| 馬德拉縣            | 57.88% | 5,307   | 42.12%   | 3,862   | 0%         | 0    |
| 旧金山              | 57.42% | 165,631 | 42.58%   | 122,807 | 0%         | 4    |
| 尤巴县              | 57.32% | 4,166   | 42.68%   | 3,102   | 0%         | 0    |
| 莫多克县            | 57.30% | 1,888   | 42.70%   | 1,407   | 0%         | 0    |
| 卡拉韦拉斯县        | 56.66% | 2,489   | 43.85%   | 1,904   | 0%         | 0    |
| 比尤特县            | 56.15% | 12,512  | 43.85%   | 9,770   | 0%         | 0    |
| 克恩县              | 55.73% | 34,452  | 44.27%   | 27,363  | 0%         | 1    |
| 阿马多尔县          | 55.71% | 2,059   | 44.29%   | 1,637   | 0%         | 0    |
| 锡斯基尤县          | 55.32% | 6,774   | 44.68%   | 5,472   | 0%         | 0    |
| 謝拉縣              | 54.94% | 639     | 44.97%   | 523     | 0.09%      | 1    |
| 聖華金縣            | 54.87% | 31,046  | 44.99%   | 25,459  | 0.14%      | 79   |
| 埃尔多拉多县        | 54.81% | 3,833   | 45.19%   | 3,160   | 0%         | 0    |
| 三一县              | 54.41% | 1,228   | 45.59%   | 1,029   | 0%         | 0    |
| 阿拉米達縣          | 53.52% | 150,273 | 46.47%   | 130,492 | 0.01%      | 15   |
| 文图拉县            | 52.37% | 16,543  | 47.62%   | 15,042  | 0%         | 1    |
| 优洛县              | 52.08% | 6,411   | 47.92%   | 5,899   | 0%         | 0    |
| 萨克拉门托县        | 51.08% | 49,798  | 48.92%   | 47,689  | 0%         | 0    |
| 普莱瑟县            | 50.46% | 7,835   | 49.54%   | 7,691   | 0%         | 0    |
| 康特拉科斯塔县      | 49.82% | 44,652  | 50.17%   | 44,968  | 0%         | 3    |
| 拉森县              | 48.11% | 2,556   | 51.89%   | 2,757   | 0%         | 0    |
| 沙斯塔县            | 44.90% | 5,841   | 55.10%   | 7,156   | 0%         | 0    |
| 索拉诺县            | 43.89% | 14,385  | 56.11%   | 18,389  | 0%         | 0    |
| 普卢默斯县          | 43.79% | 2,353   | 56.21%   | 3,020   | 0%         | 0    |

## 扩展阅读
- Bell, Jonathan. . Columbia University Press. 1988. ISBN 978-0-231-13356-2.